# Hans Werner Heymann
Hans Werner Heymann (geboren 1946 in Soest) ist ein deutscher Mathematikdidaktiker, Erziehungswissenschaftler und Autor. Er war von 1996 bis zum Zeitpunkt seiner Emeritierung 2012 Professor für Erziehungswissenschaft an der Universität Siegen.

## Leben
Hans Werner Heymann machte 1966 in seinem Geburtsort Soest Abitur. Bis 1972 studierte er an der Universität Münster Mathematik, Physik und teilweise auch Musikwissenschaft. Er schloss in den ersten beiden Fächern mit dem ersten Staatsexamen für das Lehramt an Gymnasien ab. In den folgenden Jahren war er wissenschaftlicher Assistent am Seminar für Wirtschaftspädagogik der Universität Göttingen, wo er Erziehungswissenschaft und Sozialpsychologie studierte und 1977 mit einer Dissertation über „Lehr-Lern-Prozesse im Mathematikunterricht“ promoviert wurde.
Von 1978 bis 1996 war er Akademischer Rat und Oberrat beim Institut für Didaktik der Mathematik der Universität Bielefeld, legte sein zweites Staatsexamen ab und gab an verschiedenen Schulen Mathematikunterricht. 1995 habilitierte er sich in Bielefeld für Erziehungswissenschaft mit der Schrift „Allgemeinbildung und Mathematik“.
Ab 1996 war Heymann an der Universität Siegen tätig. Er übernahm zunächst eine Vertretungsprofessur, ab 1997 bis zu seiner Emeritierung 2012 eine Professur für Erziehungswissenschaft. An der Siegener Universität zählte er zu den Gründungsmitgliedern des Zentrums für Lehrerbildung, dessen Vorsitz er später innehatte. Unter anderem war er Mitglied des Senats und des Hochschulrates der Universität.
Hans Werner Heymann ist seit dem Jahr 2000 Redaktionsmitglied der Zeitschrift Pädagogik. Nach seiner Emeritierung wurde er Mitglied der Expertenkommission „Gemeinschaftsschulen in Baden-Württemberg“.
Heymann lebt in Werther. Er ist seit 1983 Chorleiter und gründete ein Jahr später den Ostwestfälischen Kammerchor in Bielefeld, ebenso wie 1999 die Voices of Paradise an der Universität Siegen. Nebenberuflich komponiert er seit 1961 Chormusik, Kammer- und Klavierstücke. Für eine Sonate für Flöte und Klavier wurde er 1991 mit dem Kompositionspreis der Cooperativa Neue Musik in Bielefeld ausgezeichnet. Hans Werner Heymann ist verheiratet und hat zwei Kinder.

## Werk und Ideen
Hans Werner Heymanns Professur in Siegen hatte ihren Schwerpunkt auf Schulpädagogik und Didaktik, er beschäftigte sich, auch in seinen Veröffentlichungen, insbesondere mit der Mathematikdidaktik und dem Mathematikunterricht, den er als Teil eines „fächerübergreifenden Allgemeinbildungskonzepts“ ansieht.
Insbesondere gäbe die „Mathematik als Wissenschaft keine Antwort auf die Frage, welche Mathematik auf welche Weise von allen Heranwachsenden gelernt werden sollte“.
Die Ausarbeitung seines Konzepts erfolgt vom bildungstheoretisch begründeten, wie Heymann es bezeichnet, „außerfachlichen Standpunkt“ und soll als „Maßstab zur Beurteilung und Kritik eines Mathematikunterrichts“ sowie zur Begründung einer Notwendigkeit eines für alle verbindlichen Unterrichts im betreffenden Fach gelten. Dabei sieht sich Heymann „einer sozialwissenschaftlich aufgeklärten Hermeneutik verpflichtet“ und reiht sich ein in die „Traditionslinie der geisteswissenschaftlichen Pädagogik.“
In seinem Konzept formuliert Heymann sieben verschiedene, teilweise miteinander verzahnte Aufgaben: Lebensvorbereitung, Stiftung kultureller Kohärenz, Weltorientierung, Anleitung zum kritischen Vernunftgebrauch, Entfaltung von Verantwortungsbereitschaft, Einübung in Verständigung und Kooperation sowie Stärkung des Schüler-Ichs. Obwohl andere Fächer wie beispielsweise Religion und Deutsch manche Aufgaben direkter angehen könnten, kann aus Sicht von Heymann „der spezifische Beitrag des Mathematikunterrichts durch kein anderes Fach kompensiert werden“. Anhand der Aufgaben gelingt es ihm, verschiedene Akzente zu formulieren, wie ein allgemeinbildender im Vergleich zum herkömmlichen Unterricht zu gestalten sei, wobei er diesen Ansatz deutlich auch internationaler sieht. Neben dem Spannungsfeld zwischen Gesellschaft, Lernenden und der Mathematik blickt Heymann auch auf die Lehrenden, von denen er neben der Begeisterung für ihr Fach auch die Bescheidenheit als Einsicht fordert, „dass Mathematik nicht für alle Schülerinnen und Schüler gleich wichtig sein kann.“
Heymann plädierte 2008 für das Vermitteln von Soft Skills in der Schule. Zu diesem Thema werde zu wenig geforscht. Auch in der an die Schule anschließenden Arbeitswelt seien Fachwissen und soziale Kompetenzen, wie Kooperationsfähigkeit nicht zu trennen und würden beide eingefordert. Waldorfschulen hielt er in dieser Hinsicht für „vorbildlich“.
2009 schloss er sich der Kritik von Fachkollegen, unter ihnen Hans Brügelmann, an der Politik der nordrhein-westfälischen Landesregierung an. Diese plante, Bachelor- und Master-Studiengänge für angehende Lehrer einzuführen, was 2011 umgesetzt wurde. Die Kritik der Erziehungswissenschaftler ging dahin, eine sinnvolle Reform des Lehramtsstudiums würde an der Vielzahl von Vorgaben etwa der Kultusministerkonferenz scheitern, sowie Lehrende und Mitstudierende könnten sich in den zu erwartenden großen Hörsälen nicht ausreichend miteinander austauschen.

## Publikationen (Auswahl)
- Lehr-Lern-Prozesse im Mathematikunterricht: Analysen im Bereich der Orientierungsstufe. zugleich Dissertation 1977. Klett-Cotta, Stuttgart 1978, ISBN 3-12-929181-4.
- Allgemeinbildung und Mathematik. Beltz, Weinheim / Basel 1996, ISBN 3-407-34099-0 (zugleich Habilitationsschrift 1995).